# Sporisorium arthraxonis
Sporisorium arthraxonis är en svampart som först beskrevs av Narcisse Theophile Patouillard, och fick sitt nu gällande namn av L. Guo 1989. Sporisorium arthraxonis ingår i släktet Sporisorium och familjen Ustilaginaceae.   Inga underarter finns listade i Catalogue of Life.